# Isabella de Warenne

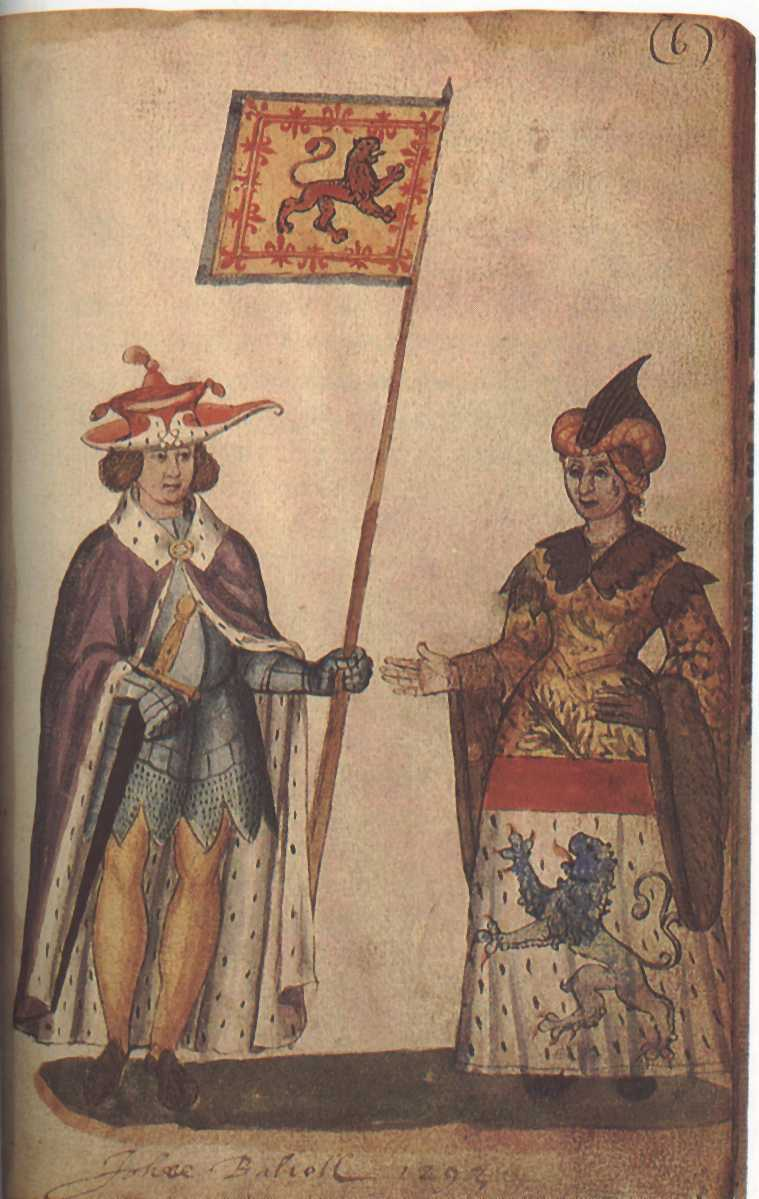
Isabella und ihr Ehemann

Isabella de Warenne (* um 1253; † vor 1292) war Baroness of Bywell durch ihre Ehe mit John Balliol; als dieser 1292 den schottischen Thron bestieg, war sie vermutlich bereits verstorben.

## Familie
Isabella war das zweite von drei Kindern von John de Warenne, 6. Earl of Surrey und Alice de Lusignan, der Halbschwester des englischen Königs Heinrich III. Ihre ältere Schwester Eleanor war mit Henry Percy verheiratet und die Mutter von Henry Percy, 1. Baron Percy. Alice de Lusignan starb bei der Geburt ihres dritten Kindes, William de Warenne (1256–1286), der bei einem Turnier in Croydon zu Tode kam.

## Leben
Um den 9. Februar 1281 heirateten Isabella und John Balliol, der Ansprüche auf den schottischen Thron hatte. Die Ehe dauerte rund zehn Jahre. Der Chronist Thomas Wykes verzeichnet die Heirat. Das Paar bekam mindestens ein Kind:
- Edward Balliol, schottischer Thronprätendent, † 1364; er heiratete 1344 Margarete von Tarent, Tochter von Philipp I, Fürst von Tarent, die Ehe blieb kinderlos und wurde annulliert oder geschieden.

Andere Kinder werden jedoch mit dem Paar in Verbindung gebracht:
- Henry de Balliol; er fiel in der Schlacht von Annan am 16. Dezember 1332, und blieb ohne Nachkommen.[2]
- Agnes (oder Maud) de Balliol; sie war mit Brian Fitzalan, 1. Baron Fitzalan verheiratet.

Es wird vermutet, dass Isabella nicht mehr erlebte, wie ihr Ehemann König von Schottland wurde, dass sie also vor 1292 starb. Diese Auffassung ist jedoch nicht unumstritten.

## Weblink
- Charles Cawley, Medieval Lands, English Earls (online, abgerufen am 8. Juni 2019)